# 장하은 (1999년)
장하은(1999년 2월 12일 ~ )은 대한민국의 배우이다.

## 생애
1999년 2월 12일에 출생한 그는 2020년 tvN 드라마 《슬기로운 의사생활》을 통해 배우로 데뷔하였다.
대표 작품으로는 2020년 JTBC 드라마 《부부의 세계》, 2021년 tvN 드라마 《마인:MINE》, 2022년 MBC 드라마 《지금부터, 쇼타임!》, 2023년 KBS2 KBS대하드라마 《고려 거란 전쟁 (드라마)》 등이 있다.

## 학력
- 2018년 ~ : 서울시립대학교 경영학부

## 출연 작품

### 드라마
| 연도 | 제목                              | 역할        | 비고           |
| ---- | --------------------------------- | ----------- | -------------- |
| 2020 | 슬기로운 의사생활                 |             |                |
| 2020 | 부부의 세계                       | 어린 지선우 | 김희애 아역    |
| 2020 | 암행어사 : 조선비밀수사단         | 애란        | 월화드라마     |
| 2020 | 펜트하우스                        | 로나 친구   | 월화드라마     |
| 2021 | 마인 : MINE                       | 노아림      | 토일드라마     |
| 2022 | 지금부터, 쇼타임!                 | 천예지      | 토일드라마     |
| 2022 | 안나 (ANNA)                       | 나래        | 웹드라마       |
| 2022 | KBS 드라마 스페셜 - 열아홉 해달들 | 김민영      | 단막극         |
| 2023 | 고려 거란 전쟁                    | 원평황후    | KBS 대하드라마 |
| 2024 | 백설공주에게 죽음을 - Black Out   | 심보영      | 금토드라마     |
| 2024 | 페이스 미                         | 오지윤      | 수목드라마     |